# Lord & Taylor Building
El Lord & Taylor Building es un edificio comercial de 11 pisos en el Midtown Manhattan de Nueva York (Estados Unidos). Anteriormente sirvió como los grandes almacenes insignia de Lord & Taylor en la ciudad. Está en 424–434 Fifth Avenue, entre las calles 38 y 39 West.
Diseñado por Starrett & van Vleck en estilo neorrenacentista italiano, tiene una base de piedra caliza de dos pisos, una fachada de ladrillo gris, cornisas de cobre y una esquina biselada. Fue descrita como la primera estructura "francamente comercial" en la Quinta Avenida al norte de la Calle 34, y reemplazó a varias de las sedes anteriores de la compañía.
El edificio fue construido entre 1913 y 1914 y sirvió como tienda insignia de Lord & Taylor durante más de cien años. Durante su uso como tienda insignia de Lord & Taylor, fue renovado varias veces y, a finales del siglo XX, la tienda se había expandido a un edificio adyacente. El Lord & Taylor Building fue designado hito de la ciudad por la Comisión de Preservación de Monumentos de la Ciudad de Nueva York el 30 de octubre de 2007. Se vendió principalmente a WeWork en 2019, y Lord & Taylor cerró sus grandes almacenes. En 2020 Amazon lo adquirió para abrir allí una oficina en 2023.

## Sitio
El Lord & Taylor Building está ubicado en un lote en forma de L en 424–434 Fifth Avenue entre las calles 38 y 39 West en Midtown Manhattan. Su fachada totaliza unos 79,2 m hacia el sur en la calle 38, 61 m al oeste, 48,8 m hacia el norte en la calle 39, y 45,7 m al este por la Quinta Avenida. El lote rodea el edificio Dreicer, erigido en un lote reducido en 39th Street y Fifth Avenue, que era de propiedad separada cuando se erigió el Lord & Taylor Building. El propietario del lote se había negado a vender el terreno, y el edificio Dreicer finalmente se combinó con el Lord & Taylor Building después de 1992.

## Diseño
El Lord & Taylor Building de 11 pisos fue diseñado por Starrett & van Vleck en el estilo neorrenacentista italiano. El área excede los 56 000 m² e incluye dos niveles de sótano y diez niveles sobre rasante.

### Fachada

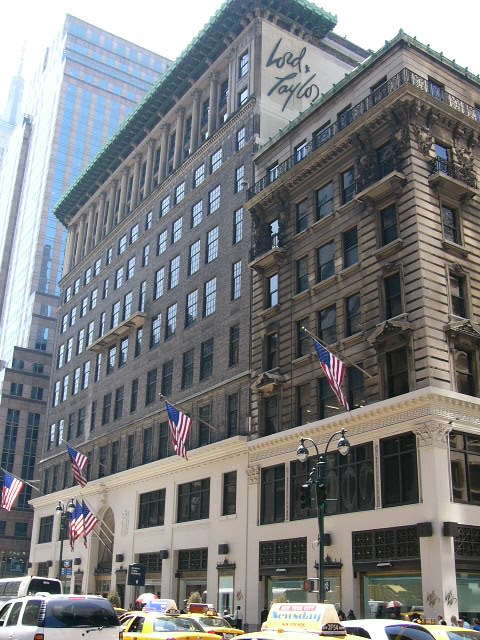
Visto desde la Quinta Avenida al norte de la calle 39, con el edificio "holdout" frente al Lord & Taylor Building

La fachada de 10 pisos del edificio se divide en tres capas: la base de piedra caliza de dos pisos, la fachada de ladrillo del tercer al octavo piso, y los pisos noveno y décimo con revestimiento de terracota. La fachada de noveno y décimo piso está diseñado para parecerse a una columnata con las ventanas empotradas ubicadas en tramos entre las "columnas" de la columnata. Estas "columnas" están espaciadas a intervalos de 6,7 m. La esquina biselada en la Quinta Avenida y la calle 38, que se cruza en un ángulo de 45 grados con cada fachada, es un elemento visual que une las elevaciones de la Quinta Avenida y la calle 38. El chaflán está revestido con terracota debajo del octavo piso y se mezcla con la columnata que envuelve las fachadas del noveno y décimo piso. La sección de la fachada que envuelve el lote de reserva no tiene ventanas ni está decorada.
Los elementos decorativos se utilizaron con moderación en la fachada. Estos incluyeron la entrada principal con bóveda de dos pisos en la Quinta Avenida, la balaustrada y balcones en la fachada, la columnata del noveno y décimo piso y la cornisa de cobre en la fachada sobre el décimo piso. La entrada principal estaba cubierta por un arco coronado por una piedra angular elaboradamente decorada, mientras que los cartuchos y otras decoraciones estaban presentes en otras partes del vestíbulo de entrada. Se agregaron "ventanas de luz múltiple" en el tercer al décimo piso, desviándose de las ventanas de vidrio plano que se usan típicamente en los edificios comerciales, que un crítico dijo que "agregaron mucho a la apariencia de las aberturas". Además de la entrada principal, había entradas laterales más pequeñas en las calles 38 y 39.
Se utilizó travertino para la superficie del primer piso. Se incorporaron superficies de corcho en los mostradores de venta para reducir la tensión de los empleados que se apoyaban en los mostradores. La madera también se usó en los elementos decorativos y en el quinto piso, donde originalmente había un departamento de alfombras.

### Características
El edificio fue diseñado con varias características que permitieron que la tienda funcionara de manera eficiente. Por ejemplo, las rampas conducían desde las calles 38 y 39 hasta un muelle de recepción / entrega en el sótano del edificio, lo que evitaba la necesidad de camiones de reparto para cargar y descargar carga en la calle. Además, las exhibiciones en las ventanas frontales de la tienda estaban ubicadas en pequeños ascensores, que podían bajarse al sótano siempre que las exhibiciones tuvieran que cambiarse. Había varios sistemas de transporte y montaplatos que podían trasladar los productos del sótano al departamento de envío o a los clientes. Un departamento de empaque estaba ubicado en el octavo piso.
Los pisos sobre el suelo se conectaron a través de 20 ascensores de pasajeros, siete escaleras y numerosos ascensores de carga y sistemas de transporte. Lord & Taylor fue considerada la primera tienda departamental en instalar ascensores, aunque no está claro si la tienda insignia de la Quinta Avenida fue la primera tienda Lord & Taylor con ascensores. En las paredes fuera de los descansos de los ascensores de pasajeros en cada piso, había flechas iluminadas que indicaban la dirección de viaje de cada ascensor; en el momento de la construcción del edificio, esta era todavía una característica poco común.
No había áreas comerciales en el décimo piso, que en su lugar contenía un patio de comidas con restaurantes que podían albergar colectivamente a 500 personas.  Las áreas de comedor recibieron el nombre de su temática: la Sala Wedgewood de estilo Adam, la Sala Mandarin de temática china y la Loggia con temática de villa italiana.  Otros servicios para el cliente incluyeron una sala de conciertos dentro del departamento de música del séptimo piso y baños, teléfonos y mostradores de viaje en el quinto piso. También había un "salón de manicura para hombres", así como un paseo caballo mecánico. Las comodidades para los empleados también se integraron en el diseño del edificio. Había un gimnasio, solárium y departamentos médicos y dentales en el piso 11,  mientras que otros pisos tenían comedores y un área para fumadores de hombres. Una placa, en conmemoración de los 68 empleados de Lord & Taylor que murieron en las guerras, estaba colgada en la pared justo dentro de la entrada.

## Historia

### Contexto
En 1826, el inmigrante inglés Samuel Lord fundó la tienda Lord & Taylor original en 47 Catherine Street en lo que ahora es Two Bridges en el Lower Manhattan. El primo de su esposa, George Washington Taylor, y más tarde su cuñado James S. Taylor, se unirían a la empresa posteriormente. El Lord & Taylor original se mudaría varias veces, abriendo nuevas tiendas insignia en Broadway y Grand Street dentro del SoHo en 1859, y luego en Broadway y 20th Street en el Distrito histórico Ladies 'Mile en 1870. Después de un período de declive económico y crecimiento, la compañía abriría tiendas a lo largo de la Quinta Avenida en 1903 y 1906, convirtiéndose en uno de los primeros minoristas de la avenida.
El núcleo residencial de Manhattan, una vez concentrado en el Lower Manhattan, se trasladó a la parte alta a finales del siglo XIX. Muchas tiendas establecidas en las décadas de 1850 y 1860 estaban ubicadas a lo largo de Broadway al sur de la calle 14, incluida la tienda insignia de Grand Street de Lord & Taylor. En la década de 1870, se estaban estableciendo tiendas entre las calles 14 y 23 en el área de Ladies 'Mile, incluido el Lord & Taylor Building en 901 Broadway. A principios del siglo XX, el desarrollo se centró en la Quinta Avenida al norte de la calle 34, donde los nuevos edificios de tiendas departamentales estaban reemplazando rápidamente las casas de piedra rojiza. El primero de ellos fue el B. Altman and Company Building, que se inauguró en 1906.

### Reubicación y apertura
Edward Hatch, un socio en Lord & Taylor, y su nieto Wilson Hatch Tucker decidió buscar una nueva ubicación para la sede de Lord & Taylor en 1909. : 43–44  Un sitio colindante la acera oeste de la Quinta Avenue, que va desde las calles West 38 y 39, fue alquilada a los hermanos Burton en octubre de 1912. El sitio medía 79,2 m en la calle 38 por 61 m de profundidad, pero excluido un lote reservado en la esquina noroeste del sitio, en la calle 39. Starrett & van Vleck fueron anunciados como arquitectos, mientras que la estructura fue erigida por E. Brooks & Company Inc. En ese momento, se planeó que la tienda abriera a principios de 1914. Una vieja casa en el sitio fue demolida a finales de 1912, y la construcción estaba en marcha a mediados del año siguiente.
El Lord & Taylor Building se inauguró el 24 de febrero de 1914, y la tienda de Broadway se vendió un mes después, el 26 de marzo. El nuevo edificio había costado más de lo estimado, y Lord & Taylor anunció en noviembre de 1915 que vendería su negocio mayorista debido a la falta de financiación.

### Operación posterior
Dorothy Shaver, empleada a tiempo completo de Lord & Taylor desde 1924, se convirtió en su presidenta en 1945, convirtiéndola en la primera mujer en los Estados Unidos en dirigir una empresa multimillonaria. Bajo su mandato, el Lord & Taylor Building se expandió para incluir varios departamentos de especialidades y de ropa, y Lord & Taylor se convirtió en la primera tienda por departamentos de Estados Unidos en incluir tales divisiones. El cuarto piso fue renovado para acomodar un departamento de ropa para mujeres mayores, reabriendo en marzo de 1938. Ese septiembre, el renovado tercer piso se abrió al público con divisiones para vestidos, sombrerería y trajes y abrigos. El tercer piso utilizó muebles de colores para contrastar con las paredes grises; varios espejos para que los clientes vean rápidamente las prendas; y entradas estrechas que atraían la atención de los clientes hacia las secciones traseras del departamento, en lugar de hacia los artículos cerca de las entradas. Según The New York Times, estas adiciones estaban "violando deliberadamente varios principios cardinales del diseño de la tienda". El rediseño fue planeado por Raymond Loewy, quien también diseñó los departamentos de lámparas y regalos en el noveno piso, los departamentos de niñas, la tienda de presupuesto para hombres y el departamento de papelería de la planta baja.
La compañía se expandió a su primera sucursal en 1941, : 38  pero el edificio principal de la Quinta Avenida continuaron sirviendo como Lord & Taylor tienda insignia y la sede. En noviembre de 1938, un mes atípicamente cálido para la ciudad, la compañía se vio envuelta en una disputa con la Asociación de la Quinta Avenida por un escaparate que no mostraba ninguna mercancía, sino que mostraba una tormenta de nieve con un letrero que decía "¡Ya viene!" ¡Tarde o temprano!". La pantalla supuestamente iba en contra de la prohibición de las "tiendas de baratijas baratas",  y la empresa retiró las pantallas antes de volver a colocarlas más tarde. 
En enero de 1976, se anunció que cinco de los pisos del edificio, incluido el piso principal, serían remodelados con espejos de vidrio en las columnas y paredes, así como mostradores de venta de travertino. La renovación se completó en septiembre, momento en el que el director ejecutivo de Lord & Taylor, Joseph E. Brooks, anunció que las sucursales recibirían renovaciones similares. A partir de 1979, durante la crisis de los rehenes en Irán, la tienda tocó The Star-Spangled Banner (el himno nacional de Estados Unidos) todas las mañanas antes de abrir. La tradición, que continuó hasta el cierre de la tienda en 2019, se implementó porque el presidente de Lord & Taylor en ese momento quería enviar el mensaje de que Estados Unidos era "el país más grande del mundo". En 1986, la empresa matriz de Lord & Taylor firmó un contrato de arrendamiento para el edificio Dreicer, el edificio "reservado" en la Quinta Avenida y la Calle 39. Más tarde, la tienda se expandió al edificio Dreicer. En 2003 se agregaron nuevas ventanas. 

### Ventas y cierre de la tienda insignia

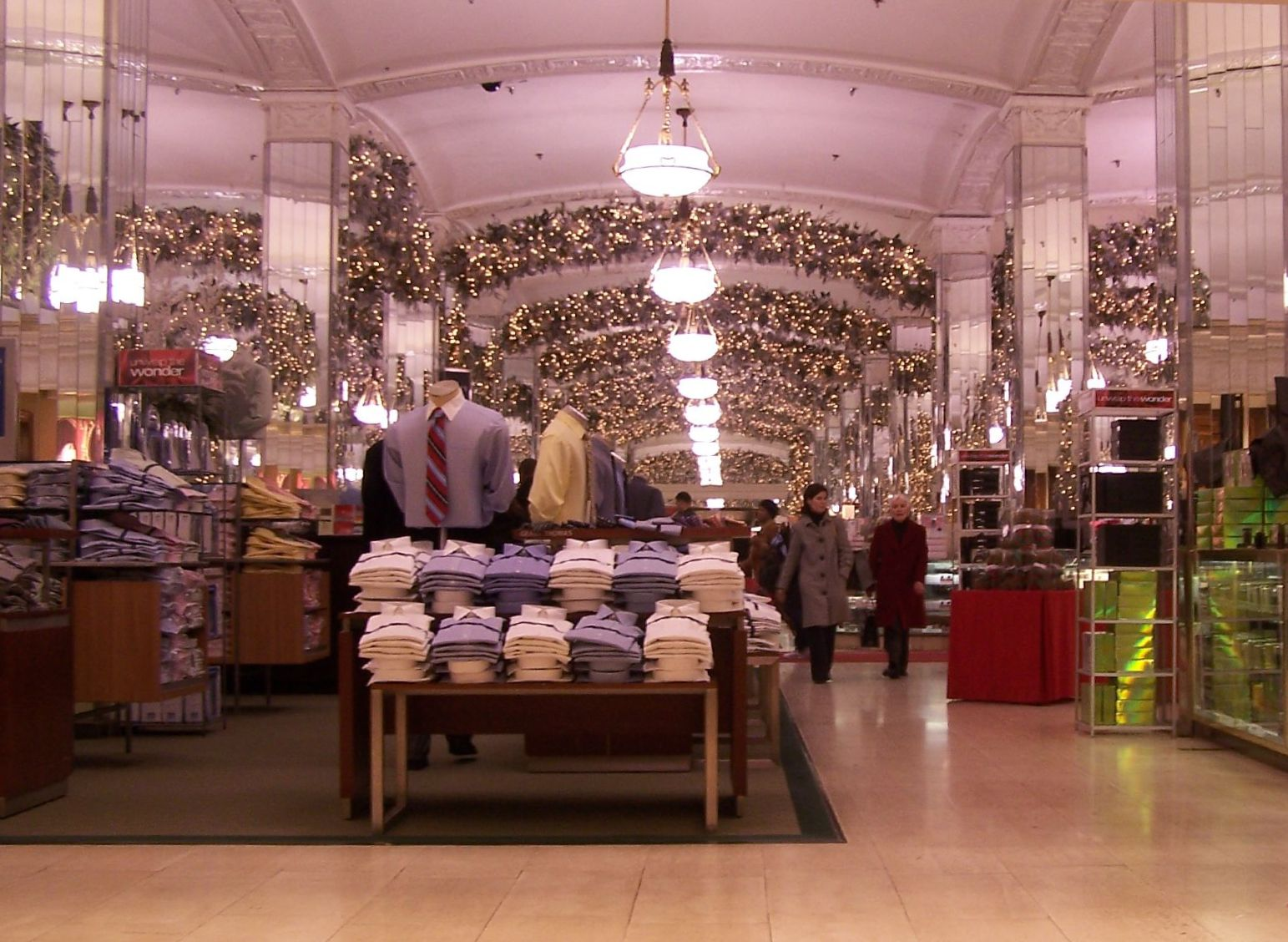
El interior, visto en 2006

En 2006, Lord & Taylor se vendió a Federated Department Stores (ahora Macy's, Inc.). La compañía anunció que la ubicación insignia permanecería en su lugar, a pesar de los rumores sobre el cierre de la tienda insignia. En los años anteriores, se habían cerrado otras 32 sucursales. El edificio se convirtió en un hito designado por la ciudad de Nueva York el 30 de octubre de 2007. Seis de los pisos se renovaron en 2009-2010. Durante la renovación, se agregó un departamento para el hogar; el departamento de belleza de la planta baja se renovó con luces más brillantes y una nueva lámpara de araña; y se incorporaron al espacio de acceso público varias ventanas que anteriormente estaban ubicadas en cuartos de almacenamiento.
Los planes para agregar un gran edificio de condominios sobre la tienda se discutieron en abril de 2017, aunque nunca se materializaron. Ese octubre, se informó que la compañía planeaba vender la tienda de la Quinta Avenida y el edificio de la sede a WeWork por 850 millones de dólares. WeWork ocuparía tres cuartas partes del edificio, dejando dos o tres pisos para el espacio comercial de Lord & Taylor. Sin embargo, Lord & Taylor anunció en junio de 2018 que dejaría la ubicación de la Quinta Avenida por completo, con el cierre de la tienda el 3 de enero de 2019 La venta del edificio a WeWork se finalizó oficialmente un mes después del cierre de Lord & Taylor. Como parte de la transacción final, WeWork convirtió 125 millones de dólares del precio de compra en acciones, formando una empresa conjunta para la propiedad del edificio.
En junio de 2019, la empresa de tecnología Amazon expresó interés en alquilar casi todo el edificio de WeWork. En ese momento, WeWork estaba gastando 438 millones de dólares para renovar el Lord & Taylor Building en nueve pisos de oficinas, dos pisos de tiendas y un patio de comidas en el sótano. En octubre de ese año, el Lord & Taylor Building se había convertido en una carga para WeWork. Las controversias habían llevado al retiro de la oferta pública inicial de la compañía el mes anterior, y WeWork había pagado 1130 dólares/m², sustancialmente más que el precio promedio de 860 dólares/m² para espacio de oficina comparable en el área. Amazon compró el edificio en febrero de 2020 por 978 millones de dólares, y la adquisición se finalizó el mes siguiente. Ese agosto, Amazon anunció que hasta 2000 empleados en las divisiones de publicidad, música, videos y moda de la compañía comenzarían a trabajar en el edificio en 2023. Estos planes se habían finalizado antes del inicio de la pandemia de COVID-19 en Nueva York a principios de 2020, que había provocado un aumento en el teletrabajo, pero Amazon decidió continuar con los planes originales.

## Recepción de la crítica
Una vez finalizado, la revista Architecture elogió el diseño del Lord & Taylor Building como un "regalo y un beneficio" público.  En la Guía de la WPA de 1939 para la ciudad de Nueva York, el Proyecto Federal de Escritores lo describió  como "una ruptura con la tradición" y dijo que "la avenida ahora tenía un edificio que era francamente comercial y digno". Tras su venta 2017, un reportero de The New York Times escribió que la medida era "una historia de la nueva economía canibalizando a la vieja".